# Józef Nagórzański
Józef Nagórzański (ur. 9 września 1912 w Siedliszowicach, zm. 12 stycznia 1978 w Krakowie) – polski robotnik i polityk, poseł na Sejm PRL II, III, IV, V i VI kadencji (1957–1976), przewodniczący prezydium Wojewódzkiej Rady Narodowej w Krakowie (1955–1972) i przewodniczący Wojewódzkiego Komitetu FJN, zastępca członka KC PZPR.

## Życiorys
Był technikiem z wykształceniem średnim, pracował w Zakładach Budowy Maszyn i Aparatury im. Stanisława Szadkowskiego jako robotnik. Od 1955 sekretarz Komitetu Fabrycznego Polskiej Zjednoczonej Partii Robotniczej w Hucie im. Lenina. Był członkiem egzekutywy Komitetu Wojewódzkiego PZPR w Krakowie, później zastępcą członka Komitetu Centralnego PZPR. W latach 1955–1972 był przewodniczącym prezydium Wojewódzkiej Rady Narodowej i Wojewódzkiego Komitetu Frontu Jedności Narodu w Krakowie. W 1957, 1961 i 1965 był wybierany na posła na Sejm PRL II, III i IV kadencji z okręgu Kraków, a w latach 1969 i 1972 z okręgu Tarnów.
Pochowany w alei zasłużonych na cmentarzu Rakowickim w Krakowie (kwatera LXIX pas A-I-9).

## Odznaczenia
- Order Sztandaru Pracy I klasy (1959)[2]
- Order Sztandaru Pracy II klasy
- Krzyż Komandorski z Gwiazdą Orderu Odrodzenia Polski
- Odznaka 1000-lecia Państwa Polskiego
- Odznaka za Zasługi dla Ziemi Krakowskiej
- Odznaka „Zasłużony Działacz Frontu Jedności Narodu”
- Złota Odznaka „Za pracę społeczną dla miasta Krakowa”
- Odznaka „Budowniczy Nowej Huty” (1959)[3]
- Order Narodowy Zasługi (Francja, 1967)[4]